# Lucas Olaza
Lucas René Olaza Catrofe (ur. 21 lipca 1994 w Montevideo) – urugwajski piłkarz występujący na pozycji obrońcy w FK Krasnodar. Posiada również obywatelstwo hiszpańskie.